# Gaylussacia pinifolia
Gaylussacia pinifolia är en ljungväxtart som beskrevs av Adelbert von Chamisso och Schltdl. Gaylussacia pinifolia ingår i släktet Gaylussacia och familjen ljungväxter. Inga underarter finns listade i Catalogue of Life.